# Islam en la Unión Soviética

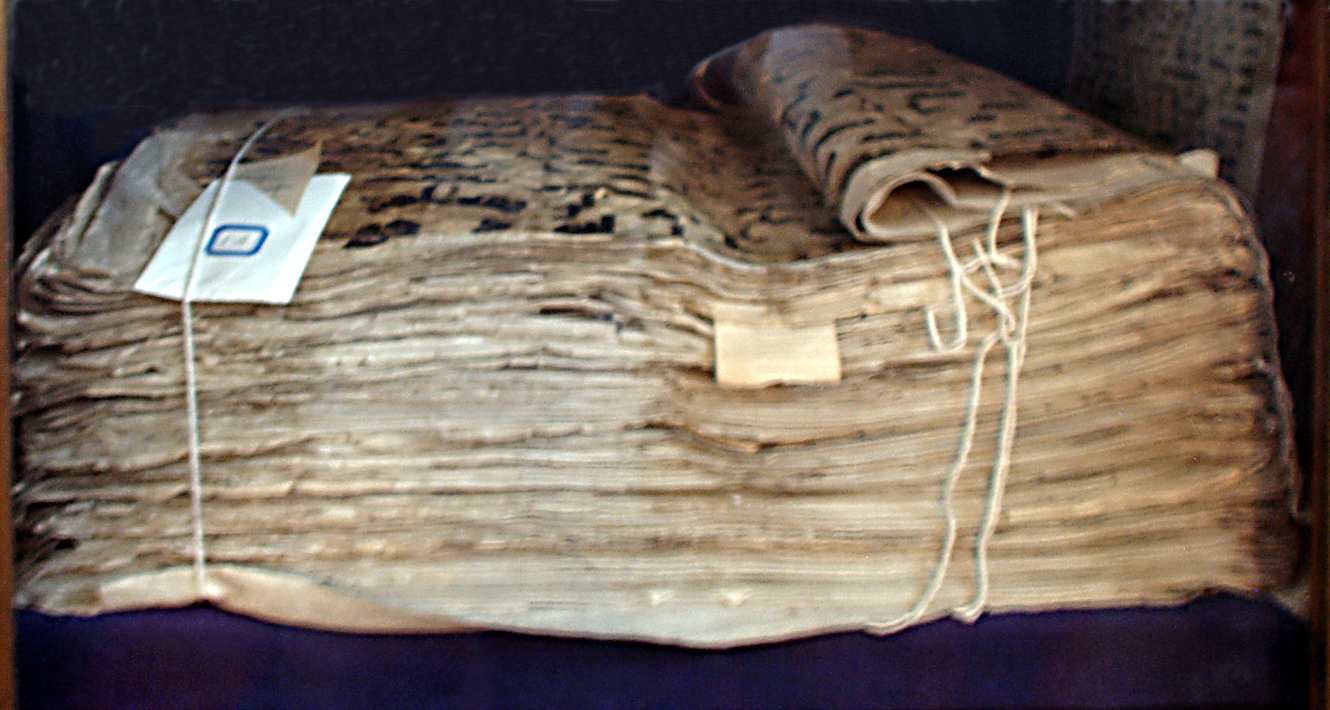
El manuscrito de Samarcanda conocido como Corán Uthman, guardado en Taskent.

Islam en la Unión Soviética, ha tenido varias etapas. Después de la revolución bolchevique, el Islam fue tratado durante algún tiempo (hasta 1929) mejor que la Iglesia Ortodoxa Rusa, ya que los bolcheviques consideraban como el centro de la «reacción», y de otras religiones, la declaración Ко всем трудящимся мусульманам России и Востока  («a todos los musulmanes que trabajan en Rusia y Oriente») de noviembre de 1917, el gobierno bolchevique declaró la libertad de ejercer su religión y costumbres para los musulmanes, «las creencias y costumbres de los que habían sido reprimidos por los zares y los opresores rusos».
En la segunda mitad de los años veinte y en la década de 1930, aumentaron las represiones estatales, la supresión y la propaganda atea contra todas las religiones. Por ejemplo, en 1930, de las 12 000 mezquitas en Tartatirstán, más de 10 000 fueron cerradas, del 90 al 97% de los mulás y almuédanos fueron privados del derecho de ejercer su profesión.
Durante la Guerra germano soviética, las restricciones a la religión se aliviaron un poco. En 1943 se estableció la Administración Espiritual de los Musulmanes de Asia Central y Kazajistán. En 1949, 415 mezquitas registradas funcionaban en la Unión Soviética.
Hacia finales de la década de 1980, el islam tuvo el segundo mayor número de seguidores en la Unión Soviética: entre 45 y 50 millones de personas se identificaron como musulmanes. Pero la Unión Soviética únicamente tenía unas 500 mezquitas en funcionamiento, una fracción de las que existían en la Rusia prerrevolucionaria, y la ley soviética prohibía la actividad religiosa islámica fuera de las mezquitas y las escuelas islámicas.
Todas las mezquitas en activo, las escuelas religiosas y las publicaciones islámicas fueron supervisadas por cuatro «direcciones espirituales» establecidas por las autoridades soviéticas para proporcionar el control del gobierno. La Dirección Espiritual para Asia Central y Kazajistán, la Direcció Espiritual para la Unión Soviética Europea y Siberia, y el Directorio Espiritual para el Cáucaso del Norte y Daguestán supervisaron la vida religiosa de los musulmanes suníes. La Dirección Espiritual para Transcaucasia trató con ambos musulmanes suníes y chiíes. La abrumadora mayoría de los musulmanes eran suníes.
Los musulmanes soviéticos diferían lingüística y culturalmente unos de otros, hablando unos quince idiomas turcos, diez idiomas iraníes y treinta de lenguas caucásicas. Por lo tanto, la comunicación entre diferentes grupos musulmanes era difícil. El año 1989, el ruso menudo servía como lengua franca entre algunos musulmanes educados.
Culturalmente, algunos grupos musulmanes tenían tradiciones urbanas altamente desarrolladas, mientras que otros eran nómadas recientes. Algunos vivían en ambientes industrializados, otros en regiones montañosas aisladas. En resumen, los musulmanes no eran un grupo homogéneo con una identidad nacional y un patrimonio común, aunque compartían la misma religión y el mismo país.
Hacia finales de la década de 1980, las congregaciones musulmanas no oficiales, reunidas en casas de té y casas privadas con sus propios mulás, superaban sobremanera las congregaciones oficialmente autorizadas. Los mulás no oficiales eran autodidactas o formados informalmente por otros mulás. Hacia finales de la década de 1980, el islam no oficial pareció dividirse en congregaciones y grupos fundamentalistas que enfatizaban el sufismo.

## Antecedentes

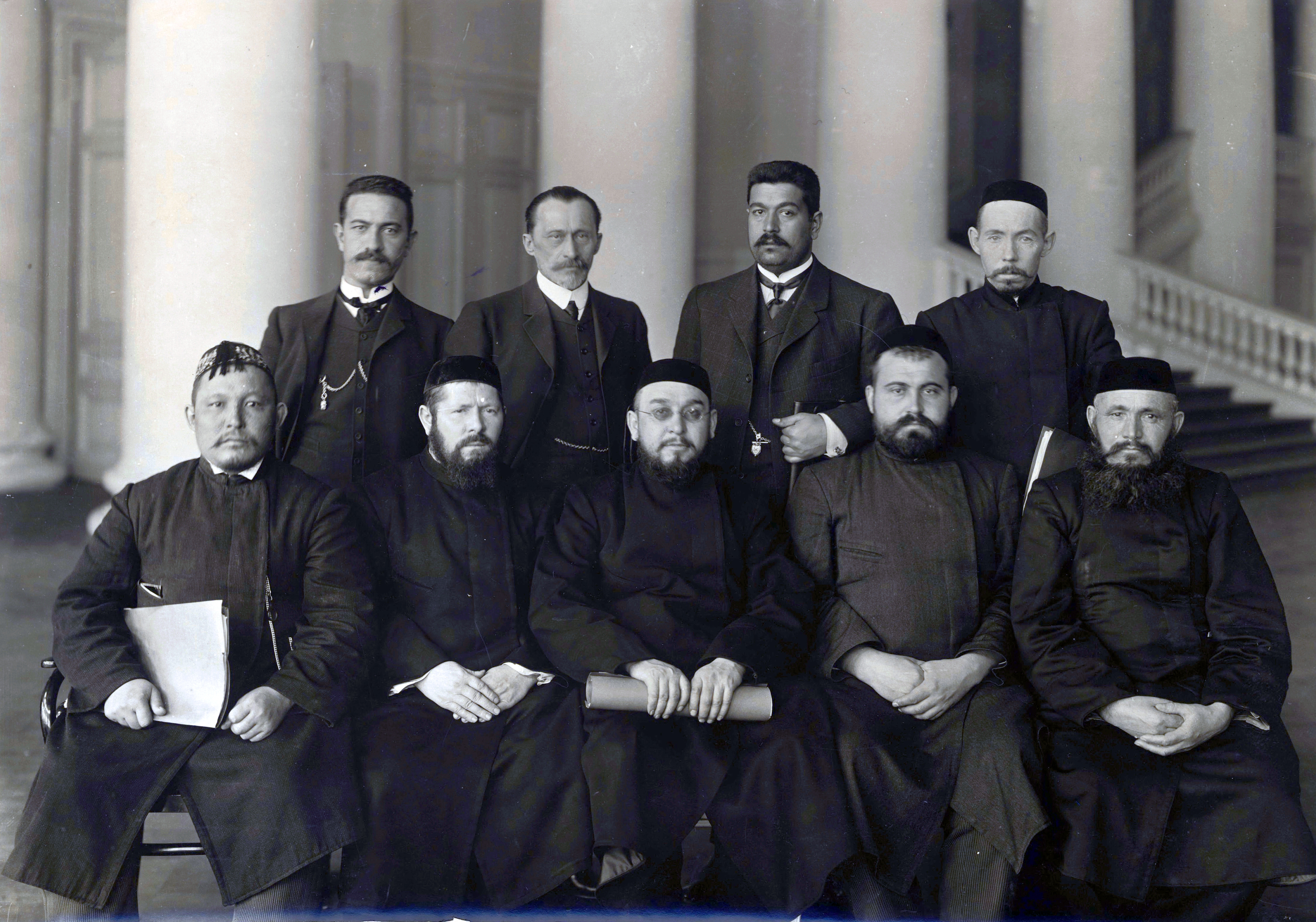
Un grupo de diputados de la facción musulmana de la Duma Imperial de Rusia.(1917)

La estructura del Imperio ruso a principios del siglo XX incluía vastos territorios con una importante población musulmana. Según las estimaciones del islamista soviético Vasily Barthold, en el Imperio ruso (incluido el kanato Jiva y el Emirato de Bujará ) en 1917 había alrededor de 20 millones de musulmanes. [2] La Unión Soviética (URSS) era una federación formada por 15 repúblicas comunistas, y existió desde 1922 hasta su disolución en 1991. Seis de las 15 repúblicas tenían una mayoría musulmana: Azerbaiyán, Kazajistán, Kirguistán , Tayikistán, Turkmenistán y Uzbekistán. También había una gran población musulmana en la región del Volga-Ural y en la región del norte del Cáucaso de la República Socialista Federativa Soviética de Rusia. Un gran número de musulmanes tártaros también vivió en Siberia y otras regiones.

## Política hacia el islam
La política soviética hacia el islam se vio afectada, por un lado, por la gran población musulmana, sus estrechos vínculos con las culturas nacionales y su tendencia a aceptar la autoridad soviética y, por otra parte, la su susceptibilidad a la influencia extranjera. Aunque activamente alentaron el ateísmo, las autoridades soviéticas permitieron algunas actividades religiosas limitadas a todas las repúblicas musulmanas, bajo las protecciones de las ramas regionales de la Administración Espiritual de los Musulmanes de la URSS. Las mezquitas funcionaban en la mayoría de las grandes ciudades de las repúblicas de Asia Central y la República de Azerbaiyán. Pero su número disminuyó de 25 000 en 1917 a 500 en la década de 1970. Bajo el gobierno estalinista, las autoridades soviéticas tomaron medidas enérgicas contra el clero musulmán, cerrando muchas mezquitas o convirtiéndolas en almacenes.
En 1989, como parte de la relajación general de las restricciones a las religiones, se registraron algunas asociaciones religiosas musulmanas adicionales, y algunas de las mezquitas que habían sido cerradas por el gobierno fueron devueltas a las comunidades musulmanas. El gobierno también anunció planes para permitir la capacitación de un número limitado de líderes religiosos musulmanes en cursos de dos y cinco años en Ufá y Bakú, respectivamente.

## Lenin

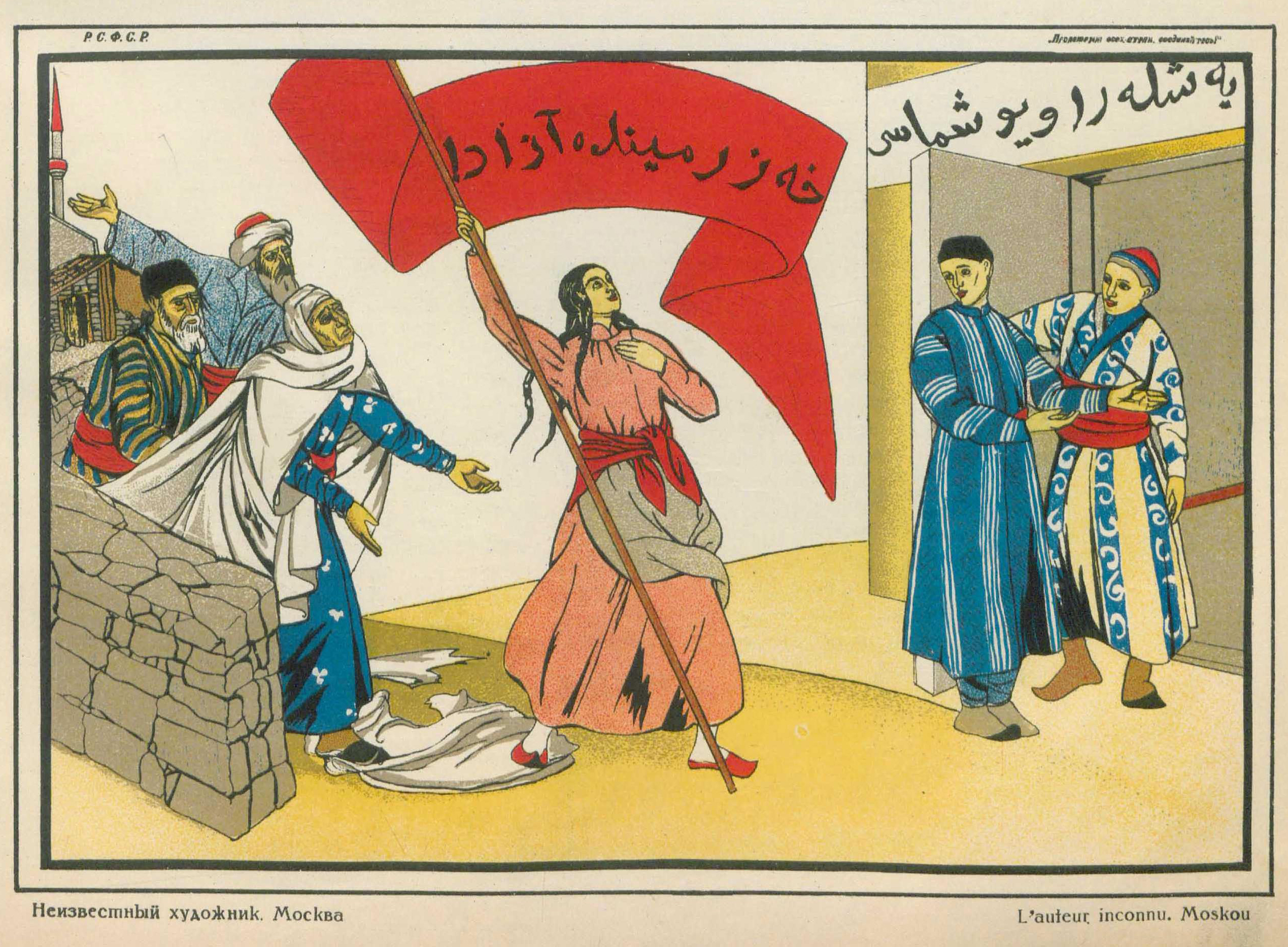
Un cartel de propaganda de un artista desconocido, "¡Soy libre ahora!", alentando a las jóvenes del Turkestan soviético a unirse al Komsomol. Emitido en Moscú en 1921.

En comparación con los miembros de la Iglesia Ortodoxa Rusa, a los musulmanes de la Unión Soviética se les dio inicialmente más autonomía religiosa. Vladimir Lenin incluso supervisó el retorno de ciertos efectos religiosos como el Corán Uthman. Además, algunos principios de la ley islámica fueron instituidos junto con el sistema legal comunista, los jadid y otros «socialistas islamitas» recibieron posiciones de poder dentro del gobierno, y un sistema de acción afirmativa nombrado korenización se implementó para ayudar a las poblaciones musulmanas locales. El viernes, «Sábado musulmán», fue declarado día de descanso legal en toda Asia Central.
Esto estaba en contraste con la vida bajo los zares, cuando los musulmanes fueron reprimidos y la Iglesia Ortodoxa Oriental era la religión oficial del estado. El 24 de noviembre de 1917, Lenin declaró:

Musulmanes de Rusia ... todos ustedes, las mezquitas y casas de oración de los cuales han sido destruidas, las creencias y costumbres que han sido pisoteadas por los zares y opresores de Rusia: sus creencias y prácticas, sus instituciones nacionales y culturales son siempre libres e inviolables. Sepan que sus derechos, como los de todos los pueblos de Rusia, están bajo la poderosa protección de la revolución.

### Comunismo nacional
Los musulmanes socialistas de izquierda comenzaron a desarrollar una variante distinta del comunismo nombrada «comunismo nacional» que continuó en la URSS hasta 1928. Los comunistas nacionales creían que el destino de la revolución comunista mundial dependía de los acontecimientos dentro de Asia y no de Europa . Los comunistas nacionales argumentado también que las alianzas con la burguesía rusa eran necesarias para el éxito de la revolución, y que las divisiones de clase debía ser disminuida o la burguesía trataría de aliarse con poderes occidentales y asegurar así el colapso de la URSS.
El gobierno soviético creía que esta variación de las doctrinas tradicionales del partido comunista llamaría la atención de las potencias occidentales e invitaría a la intervención. Este temor llevó al establecimiento comunista a rechazar los argumentos de los comunistas nacionales como no prácticos en el Congreso de Bakú de septiembre de 1920. Esta falta percibida de ideales unidos, también provocó la acción contra los comunistas nacionales.

## Stalin
Cuando Iósif Stalin consolidó el poder en la segunda mitad de la década de 1920, su política respecto de la religión había cambiado. Las mezquitas comenzaron a cerrarse o convertirse en almacenes en toda Asia Central. Los líderes religiosos fueron perseguidos, las escuelas religiosas fueron cerradas y los waqf fueron prohibidos. El gobierno soviético interpretó el velo que usaban las mujeres musulmanas en el sentido de que estaban oprimidas, y comenzó el Hujum para detener la práctica. El Hujum fracasó y el velo se hizo más popular que nunca entre los trabajadores, mientras que antes únicamente había sido usado el «Bousegoise».
Sin embargo, el culto a la personalidad de Stalin dejó poco espacio para la práctica del Islam o de cualquier otra religión.

### Limpieza étnica
Durante la Segunda Guerra Mundial, particularmente entre 1943 y 1944, el gobierno soviético realizó una serie de deportaciones a Siberia y las repúblicas de Asia Central. La colaboración con la Alemania nazi fue citada como la razón oficial de la operación, pero esto ha sido cuestionado por acusaciones de limpieza étnica contra la URSS. Los tártaros de Crimea, chechenos, ingusetios, balkarios, Karacháis, y turcos eran algunos de los grupos que fueron deportados, todos ellos predominantemente musulmanes.
La deportación masiva de musulmanes tártaros de Crimea comenzó el 17 de mayo de 1944. Más de 32 000 tropas de la NKVD participaron en la deportación de más de 193.865 tártaros de Crimea: 151.136 de ellos del Uzbekistán, 8,597 a la República Autónoma Socialista Soviética de Mari, 4,286 a Kazajistán y los 29.846 restantes a las diversas óblasts de la República Socialista Federativa Soviética de Rusia. Según los datos de la NKVD, casi el 20% murió durante el año y medio siguiente, mientras que los activistas tártaros de Crimea informaron que la cifra era casi del 46%.